# Holcodiscus
Holcodiscus es un género extinto de amonites de la familia Holcodiscidae. Las especies de este género eran carnívoros nectónicos de rápido movimiento. La especie tipo del género es Ammonites caillaudianus.

## Descripción
Sección de espiral circular a rectangular; costillas finas, bajas, rectas o flexuas simples o ramificadas, periódicamente truncadas por costillas delgadas, altas y agrandadas que llevan tubérculos laterales y ventrolaterales; verticilos internos que tienden a tener una sección de verticilo deprimida y se asemejan a Olcostephanus.

## Especies[2]
- Holcodiscus caillaudianus d'Orbigny 1850
- Holcodiscus camelinus d'Orbigny 1850
- Holcodiscus hauthali Paulcke 1907
- Holcodiscus tenuistriatus Paulcke 1907

## Distribución
Se han encontrado fósiles de especies de este género en los sedimentos del Cretácico de Austria, Bulgaria, Chile, Colombia, República Checa, Checoslovaquia, Francia, Italia, Marruecos, España y Rusia.